# Paul Simon
Paul Frederic Simon (* 13. října 1941, Newark, New Jersey, USA) je americký skladatel a písničkář, známější z folkrockové dvojice Simon & Garfunkel. V roce 2006 byl magazínem Time označen za jednoho ze „sta lidí, kteří utvářejí náš svět“.

## Počátky
Narodil se v židovské rodině, dětství prožil ve čtvrti Queens v New Yorku. Svou hudební kariéru počal ve třinácti letech, když začal zpívat se svým kamarádem ze stejné čtvrti, Arthurem Irou Garfunkelem (Art Garfunkel) zpočátku na školních oslavách. Měli mnoho vzorů, zejména doo-wopové kapely a nejvíce Everly Brothers, které imitovali na svých prvních nahrávkách. Jako duo s názvem „Tom & Jerry“ se v roce 1957 poprvé zapsali do americké hitparády, když jejich single „Hey, Schoolgirl“ natočený u Big Records dosáhl čtyřicátého devátého místa. Bylo jim šestnáct let. Autorem písně byl Paul Simon, který již tehdy projevil vzácný talent pro psaní zvučného a zpěvného verše, stejně jako nosné melodické linky (tehdy ještě silně ovlivněného raným rokenrolem padesátých let).
Simon se zároveň věnoval studiu anglické literatury na Queens College, zatímco matematicky nadaný Garfunkel studoval architekturu na Columbia University, Manhattan. Jejich cesty se tehdy rozešly, nicméně Simon se dále věnoval zdokonalování svých hudebních a textařských schopností a mezi léty 1957 a 1963 napsal a natočil mnoho písní v rokenrolovém duchu. Vystupoval pod různými pseudonymy (Tico, Paul Kane, Jerry Landis, True Taylor), i s Garfunkelem jako Tom a Jerry (úspěchu dosáhly například písně „Our Song“, „That's My Story“, „Surrender, Please Surrender“).
S kapelou „Tico and the Triumphs“ vydal skladbu „Motorcycle“, která se umístila v Top 100 Billboard v roce 1962. Stejného úspěchu dosáhl i s písní „The Lone Teen Ranger“ (vydal jako Jerry Landis).
V roce 1963 došlo v jeho kariéře k zásadnímu zlomu. Setkání s Folkovým hnutím jej přimělo přehodnotit svůj přístup k hudební tvorbě a probudilo v něm básníka, který se měl zanedlouho stát jedním z mluvčích své generace. Tehdy vytvořil několik mistrovských folkových skladeb, jako „Carlos Dominguez“, „He Was My Brother“, nebo „Sparrow“ (1963). V polovině šedesátých let také napsal spolu s Brucem Woodley „Red Rubber Ball“, který natočila americká skupina The Cyrkle a dosáhla s ním druhého místa v americké hitparádě.

## Simon a Garfunkel

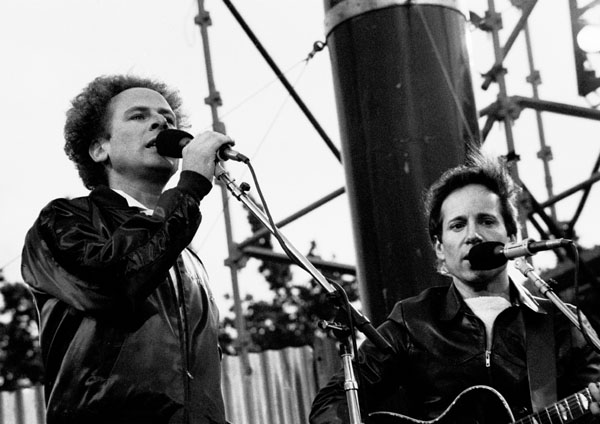
Simon a Garfunkel

Na počátku roku 1964 Simon přednesl Garfunkelovi několik nových děl ve folkovém stylu, mezi nimi i „Sounds of Silence“ a poté oba společně vydali desku, poprvé pod svými skutečnými jmény jako duo Simon & Garfunkel Album vydalo Columbia Records a dostalo název podle jedné z písní Wednesday Morning, 3 A.M. Album obsahovalo písně Simona, dalších autorů a spirituály. Zpočátku propadlo, ale později se prosadilo díky zásahu producenta Toma Wilsona, který upravil aranžmá písně „Sound of Silence“ (stále žádanější mladými posluchači rozhlasu, kteří se identifikovali s jejím existencionálním obsahem). Folkrocková verze písně (s přidanými elektrickými kytarami a bicími bez jejich vědomí) dosáhla nejvyšší pozice v americké hitparády, stala se vánočním hitem roku 1965 a duo Simon a Garfunkel rázem vynesla mezi nejuznávanější hudebníky doby. Simon kvůli tomu opustil Anglii, kam se uchýlil po neúspěchu jejich Wednesday Morning, 3 A.M. Sólové album The Paul Simon Song Book které tam vydal v roce 1965, patřilo dlouho mezi sběratelské rarity a na CD vyšlo až v roce 2004. Simon a Garfunkel se od roku 1966 těšili stále větší popularitě a desky jako Parsley, Sage, Rosemary and Thyme (1966), Bookends (1968), či Bridge over Troubled Water (1970) se staly bestsellery a získaly si i uznání kritiky. Některé z jejich písní se objevily ve filmu Absolvent (The Graduate) s debutujícím Dustinem Hoffmanem a Anne Bancroft). Proslula zejména píseň „Mrs. Robinson“, za níž Paul Simon získal první ze svých šestnácti GRAMMY.
Ale vrcholem bylo nepochybně album „Bridge Over Troubled Water“ z roku 1970, zejména díky titulní skladbě, označované jako jedna z nejlepších písní všech dob. Album získalo šest cen Grammy a stalo se bestsellerem. O to větším překvapením pak byl rozchod dua, zapříčiněný jednak Artovou hereckou kariérou (během natáčení alba se věnoval spíše castingu pro film Hlava 22), tak i Paulovou touhou po umělecké nezávislosti. Svou roli mohl hrát i fakt, že Art se jako interpret Bridge Over Troubled Water paradoxně těšil větší popularitě, než její autor.
Ale i poté, co se v roce 1970 rozdělili, se občas znovu sešli – a to nejen na jevišti, ale i ve studiu. Natočili například Top 10 hit „My Little Town“ (1975, vyšel na jejich sólových albech) a v roce 1981 společně vystoupili na legendárním koncertě v Central Parku, po němž následovalo společné turné a příprava nové desky, s pracovním názvem Think Too Much, která nakonec vyšla pod názvem Hearts and Bones jako Paulovo sólové album, poté, co autor, prožívající osobní i uměleckou krizi rozhodl vymazat všechny Artovy vokály. Jedna z demo písní, „Citizen of The Planet“, byla vydána až v roce 2004 (bonusový materiál k nahrávce z turné Old Friends) s přidaným Garfunkelovým hlasem. V roce 1990 bylo duo uvedeno do Rock and Roll Hall of Fame.
V roce 2003 se duo znovu spojilo, poté, co získalo Grammy Lifetime Achievement Award. V sezonách 2003 – 2004 následovalo úspěšné „Old Friends“ turné, ukončené volným koncertem před římským Colosseem. Tento hudební svátek navštívilo podle odhadů 600 000 lidí.

## Sólová dráha

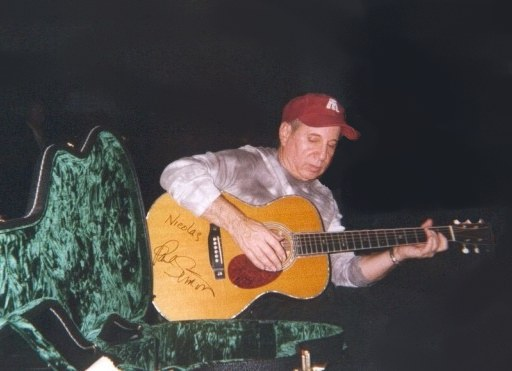
Paul Simon během koncertu

Během své sólové dráhy Paul pokračoval ve vytváření textů, které jedinečným způsobem komentovaly svět soudobé společnosti, lidského nitra, ztráty přirozené komunikace, písní milostných i sžíravě ironických. Hudební složku svých písní systematicky prohluboval a obohacoval. Nejprve vydal desku s názvem Paul Simon – 1972, obsahující písně folkové, folkrockové, ale například i reggae hit Mother and Child Reunion, o rok později ohromil barevným zvukem alba There Goes Rhymin' Simon (1973), obsahující rockenrollové, soulové i gospelové skladby, mistrovskou baladu „Something So Right“, vlasteneckou „American Tune“ nebo hitovku „Kodachrome“.
V roce 1975 připravil spolu s předními jazzovými hudebníky (Steve Gadd, Michael Brecker, Richard Tee…) a producentem Philem Ramonem jedno ze svých vrcholných děl, desku Still Crazy After All These Years, oslňující bohatými harmoniemi, autorovým vyzrálým vokálem, barevnou instrumentací a texty, které se okamžitě staly notoricky známými archetypy „50 Ways to Leave Your Lover“., titulní píseň „Still Crazy After All These Years“, „I Do It For Your Love“, „Gone At Last“ či „Silent Eyes“. Deska mu vynesla Grammy za Album roku. V roce 1977 si zahrál roli v oskarovém snímku „Annie Hall“ Woodyho Allena a v roce 1980 připravil scénář k filmu s autobiografickými prvky „One Trick Pony“. Soundtrack z tohoto filmu vyšel jako další album, obsahující mimo jiné hit „Late in the Evening“. Album „Hearts and Bones“ (1983) se stalo komerčním neúspěchem, přestože obsahovalo mimořádně silné texty a krásné písně, jako titulní track, „René and Georgette Magritte“, „Train in The Distance“ či „The Late Great Johnny Ace,“ poctu Johnu Lennonovi.
V roce 1985 Simon účinkoval v singlu We Are the World pro podporu Afriky a o rok později se symbolicky vypravil do Johannesburgu, aby zde připravil svoji patrně nejslavnější desku vůbec, legendární Graceland, oceněnou Grammy v hlavní kategorii album roku (Simon tak získal tuto cenu potřetí, což zatím nikdo nepřekonal). Tato deska se stala milníkem v historii žánru world music a ukázala cestu mnoha následovatelům. Nejen díky africkým (přesněji jihoafrickým) rytmům, ale i díky nosným melodiím, originální hudební stavbě a suverénně vypracovaném textu, stejně jako interpretům (Ladysmith Black Mambazo, Ray Phiri, Linda Ronstadt) se stalo deskou, jakou už nemohl „zpívající básník“ překonat. Mezinárodní ohlas měla i dvě „Graceland“ turné (1987 as 1989) s hvězdami jako Hugh Masekela či Miriam Makeba. Koncert v Zimbabwe (1987) byl také jedním z prvních významných protestů proti jihoafrickému apartheidu. Pomohl také k tomu, aby byl Simon očištěn z nařčení, že s režimem sympatizuje, když spoluprací s místními hudebníky porušil bojkot OSN.
V roce 1990 vydal skladatel další přesvědčivou a úspěšnou world-music desku The Rhythm of the Saints, kombinující latinskoamerické (zejména brazilské) rytmy, kreolské i africké motivy. V textu se Simon odvážil do „mystických“ poloh a spolu s barvitým zvukem perkusí tak vytvořil své patrně nejoriginálnější album. Tehdy autor dosáhl vrcholu své slávy a to mu vyneslo pozvánku k dalšímu vystoupení v Central Parku, deset let poté, co na stejném místě stanul s Garfunkelem 15. října 1991 (koncert vyšel na desce i videokazetě). Vystoupení pod širým nebem navštívilo odhadem 750 000 diváků. Spolu s mohutnou kapelou, složenou z afrických, jihoamerických i amerických hudebníků pak uspořádal celosvětové „Born At The Right Time Tour“ a uskutečnil i speciální „unplugged“ koncert pro MTV.
Po desetileté pauze, vyplněné přípravou muzikálu a koncertováním (např. turné s Bobem Dylanem v roce 1999) Paul vydal intimně laděné album You're the One (2000) znamenající jistý návrat směrem k folkrocku. Nedosáhlo sice komerční úspěšnosti předchozích desek, nicméně obdrželo příznivé kritiky i další (již pátou) nominaci na Grammy pro Album roku. Z koncertu v pařížské Olympii ze stejného roku byl pořízen videozáznam pro VHS i DVD. V roce 2002 Simon získal nominaci na Oskara za skladbičku „Father and Daughter“ pro kreslený film „Wild Thornberrys Movie“.
Básníkovo poslední album zvané Surprise, bylo produkováno známým expertem na „elektroakustickou“ a „ambient“ hudbu Brianem Eno a vyšlo 9. května roku 2006. Kritiky bylo označené za „velký návrat“ na scénu a Simonovo nejlepší album od doby Gracelandu.
Simon získal za své „písničkářství“ mnoho prestižních ocenění – mimo jiné 16 Grammy, Musicares Award, Kennedy Center Award, členem „Rock and Roll Hall of Fame“ je dokonce „dvakrát“ – podruhé sem byl uveden v roce 2000 za své sólové dílo. V roce 2007 se stal prvním držitelem Gershwinovy ceny za celoživotní přínos rozvoji populární písně, udělené americkou National Library of Congress.

## Muzikál pro Broadway
Během devadesátých let pracoval na muzikálu, určeném pro Broadway a inspirovaný skutečnými událostmi. Ke spolupráci si přizval básníka Dereka Walcotta, držitele Nobelovy ceny za literaturu. The Capeman byl jeden z jeho největších neúspěchů, ani ne tak kvůli hudbě, jako pro samotné téma, popisující příběh napraveného brutálního vraha. Muzikál byl stažen po třech měsících provozu. V současnosti se mluví o jeho možném návratu, ovšem ne na newyorské půdě.

## Film a televize
Simon se objevil jako herec například v roli hudebního producenta Tony Laceyho v Annie Hall, v hlavní roli rockera Jonaha Levina (se stejnými iniciály jako Paulovo někdejší pseudonymum Jerry Landis) filmu dle vlastního scénáře in 1980's One-Trick Pony. Paul Simon vystoupil také v The Muppet Show a mnoha dílech Saturday Night Live. Jeho blízkými přáteli jsou známí komikové Steve Martin a Chevy Chase, kteří se objevili i v jeho videoklipech k hitům „You Can Call Me Al“, nebo „Proof“. Spolu s Chevy Chasem také napsal scénář k parodické show „Paul Simon Special“ (1977), oceněné Emmy. V roce 1992 o něm byl natočen dokument pod názvem „Born at The Right Time“.

## Osobní život
Simon byl třikrát ženat. Nejprve s o něco starší Peggy Harperovou (od roku 1969). Inspirovala například písně „Train in the Distance“, „Something So Right“, „Congratulations“, „Run That Body Down“ či třetí sloku písně „Bridge Over Troubled Water“. Mají jednoho syna, Harpera Jamese Simona (1972). V roce 1975 se rozvedli. Druhé manželství se známou americkou herečkou Carrie Fisherovou (alba Hearts and Bones a Graceland byla silně inspirovaná tímto vztahem) trvalo pouze jedenáct měsíců (1983–84), Carrie potratila dítě a tak manželství skončilo brzkým rozvodem (oficiálně kvůli jejím tehdejším problémům s drogami a osobními neshodami). Simonova současná manželka je o 25 let mladší písničkářka Edie Brickellová (vzali se v roce 1992). Jejich harmonický vztah našel odezvu v některých písních jako „Thelma“. „The Coast“, „She Moves On“, „That's Where I Belong“ a „You're The One“. Mají tři děti – Adriana Edwarda (1992), Loulou Belle (1995) a Gabriel Elijah (1998). Dva z jeho synů, Harper a Adrian, pokračují v otcových stopách a věnují se hudbě.
V červnu 1990 vystoupil také v Praze na Staroměstském náměstí v rámci koncertu SOS Rasismu, kam ho uvedl prezident Václav Havel. Ve stejném roce působil taktéž jako oficiální pozorovatel OSN při prvních svobodných volbách v Československu.
O rok později, 25. června 1991, vystoupil v Praze na vyprodaném stadionu AC Sparta Praha v rámci tour Born at the right time.

## Diskografie

### Simon a Garfunkel
- 1964 Wednesday Morning, 3 A.M.
- 1964 The Concert in Central Park, 1967
- 1966 Sounds of Silence
- 1966 Parsley, Sage, Rosemary and Thyme
- 1967 Simon And Garfunkel
- 1968 The Graduate (soundtrack)
- 1968 Bookends
- 1970 Bridge over Troubled Water
- 1972 Simon And Garfunkel's Greatest Hits
- 1982 The Concert in Central Park
- 2004 Old Friends: Live on Stage

### Paul Simon
- 1965 The Paul Simon Song Book
- 1972 Paul Simon
- 1973 There Goes Rhymin' Simon
- 1974 Paul Simon in Concert: Live Rhymin'
- 1975 Still Crazy After All These Years
- 1977 Greatest Hits, Etc.
- 1980 One-Trick Pony (soundtrack)
- 1983 Hearts and Bones
- 1986 Graceland
- 1988 Negotiations and Love Songs
- 1990 The Rhythm of the Saints
- 1991 Paul Simon's Concert in the Park, August 15, 1991 (live)
- 1993 The Paul Simon Anthology
- 1997 Songs From the Capeman
- 2000 You're the One
- 2006 Surprise
- 2011 So Beautiful or So What
- 2016 Stranger to Stranger
- 2018 In the Blue Light
- 2023 Seven Psalms